# TIROS–3
TIROS–3 (angol: Television and Infrared Observation Satellite) – televíziós és  infravörös megfigyelő,  amerikai katonai/polgári meteorológiai műhold.

## Küldetés
A TIROS Program tesztelte az első űreszközök meteorológiai előrejelzésének hatékonyságát. A műhold programját tekintették az egyik legígéretesebb alkalmazási formának. Felderítő rendszerével rendkívül sikeres, világméretű adatszolgáltatást biztosított a pontos időjárás-előrejelzésnél. Új műholdak folyamatos pályára emelésével biztosították a Föld lefedettségét időjárásának előre jelzésénél. A program lehetővé tette előbb az ESSA–program, majd a NIMBUS–program felépítését.

## Jellemzői
Gyártotta a Radio Corporation of America (RCA), a hadsereg fejlesztő laboratóriuma, üzemeltette a NASA–Goddard Space Flight Center (GSFC).
Megnevezései: TIROS–3; Tiros C; Television and Infra-Red Observation Satellite (TIROS–3); COSPAR: 1961-017A (ρ1). Kódszáma: 162.
1961. július 12-én Floridából, Cape Canaveralból (USAF), az LC–17A (LC–Launch Complex) jelű indítóállványról egy háromlépcsős Thor Delta (286/D5) hordozórakétával állították alacsony Föld körüli pályára (LEO = Low-Earth Orbit). Az orbitális egység pályája 100 perces, 47,9 fokos hajlásszögű, elliptikus pálya perigeuma 723 kilométer, az apogeuma 790 kilométer volt.
Forgás stabilizált (8-12 rpm), stabilitását a beépített hajtóművekkel biztosították. Alkalmazták a Föld központú mágneses orientálás lehetőségét. Beépítettek egy elektromos órát, hogy ellenőrizzék a képek készítésének idejét, valamint a mágneses orientáció rendszert. Formája 18 oldalú prizma, henger alakú, átmérője 107, magassága 56 centiméter, tömege 129 kilogramm. Az űregység alumínium ötvözetből és rozsdamentes acélból készült. Az űreszköz felületét 9200 napeleme lapocska borította, éjszakai (földárnyék) energia ellátását 21 nikkel-kadmium akkumulátorok biztosították. Kettő kamerájával nagy felbontású képeket készítettek. Fényképeit az elektromágneses spektrum különböző hullámhosszain, főleg látható és infravörös hullámhosszon végezte. A felhőkön és felhőrendszereken kívül megfigyelte a városok fényszennyezéseit, a környezetváltozásait, tüzeket, homok- és porviharokat, hó- és jégtakarót, óceáni áramlatokat és más környezeti folyamatokat. Három típusú sugárzásmérő mérte a Földre ható napsugárzást (átadott hő- és visszavert energia). Mágneses magnó tárolta a képeket, földi parancsra a vevőállomásra visszajátszotta. Telemetriai kapcsolatot négy rúdantennával biztosították. Kamerái 35 033 felvételt készítettek.
1962. február 28-án 230 nap (0,64 év) után technikai okok miatt kikapcsolták, befejezte aktív szolgálatát.

## Külső hivatkozások
- TIROS–3. nasa.gov. [2014. december 9-i dátummal az eredetiből archiválva]. (Hozzáférés: 2014. február 25.)
- TIROS–3. lib.cas.cz. [2013. október 13-i dátummal az eredetiből archiválva]. (Hozzáférés: 2014. február 25.)
- TIROS–3. nasa.gov. (Hozzáférés: 2014. február 25.)
- TIROS–3. skyrocket.de. (Hozzáférés: 2014. február 25.)
- TIROS–3. webcitation.org. (Hozzáférés: 2014. február 25.)[halott link]

| Elődje: TIROS–2 | TIROS-program 1960–1965 | Utódja: TIROS–4 |